# Filippo Camassei
Filippo Camassei (Roma, 14 settembre 1848 – Roma, 18 gennaio 1921) è stato un cardinale e patriarca cattolico italiano.

## Biografia
Nacque a Roma il 14 settembre 1848.
Dal 1906 al 1907 Gran Maestro dell'Ordine Equestre del Santo Sepolcro di Gerusalemme. Successivamente Luogotenente del medesimo Ordine.
Papa Benedetto XV lo elevò al rango di cardinale nel concistoro del 15 dicembre 1919.
Morì a Roma il 18 gennaio 1921 all'età di 72 anni. Dopo le esequie, la salma venne tumulata nel sacello di Propaganda Fide nel cimitero del Verano.

## Genealogia episcopale
La genealogia episcopale è:
- Cardinale Scipione Rebiba
- Cardinale Giulio Antonio Santori
- Cardinale Girolamo Bernerio, O.P.
- Arcivescovo Galeazzo Sanvitale
- Cardinale Ludovico Ludovisi
- Cardinale Luigi Caetani
- Cardinale Ulderico Carpegna
- Cardinale Paluzzo Paluzzi Altieri degli Albertoni
- Papa Benedetto XIII
- Papa Benedetto XIV
- Papa Clemente XIII
- Cardinale Marcantonio Colonna
- Cardinale Giacinto Sigismondo Gerdil, B.
- Cardinale Giulio Maria della Somaglia
- Cardinale Carlo Odescalchi, S.I.
- Cardinale Costantino Patrizi Naro
- Cardinale Lucido Maria Parocchi
- Cardinale Girolamo Maria Gotti, O.C.D.
- Cardinale Filippo Camassei